# Локвице
Локвице (на сръбски: Локвице) е село в Босна и Херцеговина, разположено в община Требине, в ентитета на Република Сръбска. Населението му според преброяването през 2013 г. е 8 души, от тях: 7 (87,50 %) сърби и 1 (12,50 %) неопределен.

## Население
Численост на населението според преброяванията през годините:
- 1961 – 20 души
- 1971 – 13 души
- 1981 – 10 души
- 1991 – 4 души
- 2013 – 8 души